# Championnats du monde d'athlétisme jeunesse 2001
Navigation
Édition précédente Édition suivante
Les 2es Championnats du monde d'athlétisme cadets ou jeunesse se sont déroulés à Debrecen (Hongrie) du 12 au 15 juillet 2001 dans le Stade d'athlétisme.

## Résultats

### Garçons
| Épreuves             | Or                                                          | Or             | Argent                                                        | Argent         | Bronze                                                              | Bronze         |
| -------------------- | ----------------------------------------------------------- | -------------- | ------------------------------------------------------------- | -------------- | ------------------------------------------------------------------- | -------------- |
| 100 m                | Darrel Brown TRI                                            | 10 s 31        | Willie Hodge USA                                              | 10 s 41        | Jonathan Wade USA                                                   | 10 s 53        |
| 200 m                | Jonathan Wade USA                                           | 20 s 95        | Michael Grant USA                                             | 21 s 30        | Dion Rodriguez TRI                                                  | 21 s 36        |
| 400 m                | Karol Grzegorczyk POL                                       | 46 s 90        | Piotr Kędzia POL                                              | 47 s 12        | Jermaine Gonzales JAM                                               | 47 s 51        |
| 800 m                | Salem Amer al-Badri QAT                                     | 1 min 50 s 15  | Cosmas Rono KEN                                               | 1 min 50 s 35  | Liao Fu-Pin TPE                                                     | 1 min 51 s 35  |
| 1 500 m              | Isaac Kiprono Songok KEN                                    | 3 min 36 s 78  | Sameuel Dadi ETH                                              | 3 min 39 s 78  | Abdul Rahman Suleiman QAT                                           | 3 min 42 s 03  |
| 3 000 m              | Markos Geneti ETH                                           | 7 min 55 s 82  | David Kilel KEN                                               | 7 min 56 s 95  | James Kwalia KEN                                                    | 7 min 57 s 71  |
| 2 000 mètres steeple | David Kirwa KEN                                             | 5 min 33 s 40  | Brimin Kipruto KEN                                            | 5 min 36 s 81  | Abrham Kebeto ETH                                                   | 5 min 37 s 76  |
| 110 mètres haies     | Nassim Messjian QAT                                         | 13 s 27        | Marthinus Van Der Vyver RSA                                   | 13 s 35        | Eddy De Lépine FRA                                                  | 13 s 39        |
| 400 mètres haies     | Amine Alozen SYR                                            | 50 s 25        | Jonathan Walker RSA                                           | 51 s 32        | Kenji Narisako JPN                                                  | 52 s 09        |
| 10 000 m marche      | Vladimir Kanaykin Russie                                    | 42 min 55 s 75 | Mikalai Seredovich BLR                                        | 43 min 44 s 32 | Francisco Flores MEX                                                | 43 min 53 s 13 |
| Saut en hauteur      | Aleksey Dmitrik RUS                                         | 2,23 m         | James Watson AUS                                              | 2,21 m         | Aliaksandr Plisko BLR                                               | 2,19 m         |
| Saut à la perche     | Artem Kuptsov RUS                                           | 5,15 m         | Vincent Favretto FRA                                          | 5,15 m         | Kishita Go JPN                                                      | 5,00 m         |
| Saut en longueur     | Jacinto Carahyba Dias Thiago BRA                            | 7,72 m         | Abdulla Al Walid QAT                                          | 7,62 m         | Andrew Howe ITA                                                     | 7,61 m         |
| Triple saut          | Jonathan Moore GBR                                          | 16,36m         | Arnie David Girat CUB                                         | 16,33 m        | Osniel Tosca CUB                                                    | 15,67 m        |
| Lancer du poids      | Georgi Ivanov BUL                                           | 19,73 m        | Yasser Ibrahim EGY                                            | 19,58 m        | Lee Min-Won KOR                                                     | 19,57 m        |
| Lancer du disque     | Khalid Habash Al-Suwaidi QAT                                | 62,67 m        | Robert Harting GER                                            | 62,04 m        | Omar El-Ghazaly EGY                                                 | 61,07 m        |
| Lancer du marteau    | József Horváth HUN                                          | 80,11 m        | Werner Smit RSA                                               | 79,48 m        | Kirill Ikonnikov RUS                                                | 77,75 m        |
| Lancer du javelot    | Teemu Wirkkala FIN                                          | 76,18 m        | Hamad Khalifa QAT                                             | 73,56 m        | Tero Järvenpää FIN                                                  | 68,85 m        |
| Relais suédois       | POL Tomasz Kaska Piotr Zrada Piotr Kedzia Karol Grzegorczyk | 1 min 50 s 46  | USA Jonathan Wade Michael Grant Willie Hordge Jonathan Walker | 1 min 50 s 90  | RSA Samuel Brits Marthinus Van Der Vyver Leigh Julius L. J. van Zyl | 1 min 51 s 35  |
| Octathlon            | Rene Oruman EST                                             | 6219 pts       | Essa Mufarrah KSA                                             | 6024 pts       | Jason Dudley AUS                                                    | 5997 pts       |

### Filles
| Épreuves          | Or                                                            | Or             | Argent                                                                 | Argent         | Bronze                                                        | Bronze         |
| ----------------- | ------------------------------------------------------------- | -------------- | ---------------------------------------------------------------------- | -------------- | ------------------------------------------------------------- | -------------- |
| 100 m             | Allyson Felix USA                                             | 11 s 57        | Kerron Stewart JAM                                                     | 11 s 72        | Zuzana Kosová CZE                                             | 11 s 83        |
| 200 m             | Angel Perkins USA                                             | 23 s 07        | Amy Spencer GBR                                                        | 23 s 45        | Zuzana Kosová CZE                                             | 23 s 98        |
| 400 m             | Stephanie Smith USA                                           | 52 s 19        | Jerrika Chapple USA                                                    | 52 s 80        | Anneisha McLaughlin JAM                                       | 53 s 35        |
| 800 m             | Cherotich Ruto KEN                                            | 2 min 05 s 50  | Veronika Plesarova CZE                                                 | 2 min 06 s 01  | Carlene Robinson JAM                                          | 2 min 06 s 18  |
| 1 500 m           | Georgie Clarke AUS                                            | 4 min 14 s 08  | Florence Kyalo KEN                                                     | 4 min 15 s 71  | Sentayehu Ejigu ETH                                           | 4 min 17 s 51  |
| 3 000 m           | Selly Chepyego KEN                                            | 9 min 09 s 95  | Mestewat Tufa ETH                                                      | 9 min 11 s 60  | Fridah Domongole KEN                                          | 9 min 12 s 70  |
| 100 mètres haies  | Kathrin Geissler GER                                          | 13 s 49        | Ashley Lodree Carla Fick                                               | 13 s 75        |                                                               |                |
| 400 mètres haies  | Camille Robinson JAM                                          | 58 s 72        | Kimberley Crow AUS                                                     | 59 s 28        | Olga Nikolayeva RUS                                           | 59 s 41        |
| 5000 m marche     | Jiang Kun CHN                                                 | 22 min 49 s 21 | Ksenia Ishcheykina RUS                                                 | 22 min 58 s 43 | Sniazhana Yurchanka BLR                                       | 23 min 28 s 51 |
| Saut en hauteur   | Aileen Wilson GBR                                             | 1,87 m         | Petrina Price AUS                                                      | 1,81 m         | Levern Spencer Sainte-Lucie                                   | 1,81 m         |
| Saut à la perche  | Silke Spiegelburg GER                                         | 4,00 m         | Aleksandra Kiryashova RUS                                              | 4,00 m         | Anna Olko POL                                                 | 3,95 m         |
| Saut en longueur  | Shermin Oksuz AUS                                             | 6,41 m         | Elena Anghelescu ROM                                                   | 6,32 m         | Angela Dies GER                                               | 6,03 m         |
| Triple saut       | Alina Popescu ROM                                             | 13,76 m        | Svetlana Bolshakova RUS                                                | 13,32 m        | Michelle Sanford USA                                          | 13,22 m        |
| Lancer du poids   | Valerie Vili NZL                                              | 16,87 m        | Michelle Carter USA                                                    | 15,23 m        | Yullia Leantsiuk BLR                                          | 15,08 m        |
| Lancer de disque  | Ma Xuejun CHN                                                 | 54,93 m        | Darya Pishchalnikova RUS                                               | 49,37 m        | Amarachi Ukabam USA                                           | 46,13 m        |
| Lancer du marteau | Andrea Kéri HUN                                               | 59,86 m        | Berta Castells ESP                                                     | 59,65 m        | Maria Smaliachkova BLR                                        | 59,16 m        |
| Lancer du javelot | Kimberley Mickle AUS                                          | 51,83 m        | Justine Robbeson RSA                                                   | 51,54 m        | Andrea Kvetova CZE                                            | 51,49 m        |
| Relais suédois    | USA Ashley Lodree Allyson Felix Angel Perkins Stephanie Smith | 2 min 03 s 83  | JAM Shaunette Davidson Kerron Stewart Kashain Page Anneisha McLaughlin | 2 min 07 s 45  | ROM Mariana Bilal Nadia Cocoranu Gabriela Ciuca Ioana Ciurila | 2 min 09 s 70  |
| Heptathlon        | Annett Wichmann GER                                           | 5470 pts       | Christine Schulz GER                                                   | 5346 pts       | Amandine Constantin FRA                                       | 5296 pts       |